# EDA (ген)
EDA (англ. Ectodysplasin A) – білок, який кодується однойменним геном, розташованим у людей на X-хромосомі. Довжина поліпептидного ланцюга білка становить 391 амінокислот, а молекулярна маса — 41 294.
| 10         |  | 20         |  | 30         |  | 40         |  | 50         |
| ---------- |  | ---------- |  | ---------- |  | ---------- |  | ---------- |
| MGYPEVERRE |  | LLPAAAPRER |  | GSQGCGCGGA |  | PARAGEGNSC |  | LLFLGFFGLS |
| LALHLLTLCC |  | YLELRSELRR |  | ERGAESRLGG |  | SGTPGTSGTL |  | SSLGGLDPDS |
| PITSHLGQPS |  | PKQQPLEPGE |  | AALHSDSQDG |  | HQMALLNFFF |  | PDEKPYSEEE |
| SRRVRRNKRS |  | KSNEGADGPV |  | KNKKKGKKAG |  | PPGPNGPPGP |  | PGPPGPQGPP |
| GIPGIPGIPG |  | TTVMGPPGPP |  | GPPGPQGPPG |  | LQGPSGAADK |  | AGTRENQPAV |
| VHLQGQGSAI |  | QVKNDLSGGV |  | LNDWSRITMN |  | PKVFKLHPRS |  | GELEVLVDGT |
| YFIYSQVEVY |  | YINFTDFASY |  | EVVVDEKPFL |  | QCTRSIETGK |  | TNYNTCYTAG |
| VCLLKARQKI |  | AVKMVHADIS |  | INMSKHTTFF |  | GAIRLGEAPA |  | S          |

A: Аланін

C: Цистеїн

D: Аспарагінова кислота

E: Глутамінова кислота

F: Фенілаланін

G: Гліцин

H: Гістидин

I: Ізолейцин

K: Лізин

L: Лейцин

M: Метіонін

N: Аспарагін

P: Пролін

Q: Глутамін

R: Аргінін

S: Серин

T: Треонін

V: Валін

W: Триптофан

Кодований геном білок за функцією належить до білків розвитку. 
Задіяний у таких біологічних процесах, як диференціація клітин, альтернативний сплайсинг. 
Локалізований у клітинній мембрані, мембрані.
Також секретований назовні.